# Кімбра
Кімбра (нар. 27 березня 1990, Гамільтон, Нова Зеландія) — новозеландська співачка, авторка пісень та гітаристка. У 2011 році отримала статус найкращого виконавця Австралії. Лауреат премії Ґреммі разом з Ґотьє за пісню «Somebody That I Used To Know» у номінаціях «Найкращий запис року» та «Найкраще поп-виконання дуетом/групою».

## Біографія
Закінчила Hillcrest High School (2007). У тому ж році Кімбра підписала контракт з лейблом «Forum 5» і переїхала в Австралію. Після кількох років роботи був випущений синґл «Settle Down». Пісня зайняла 37-му позицію у новозеландському чарті «New Zealand Singles Chart». 10 грудня 2010 австралійський хаус-гурт Miami Horror записав трек «I Look To You» разом з Кімброю.

29 серпня 2011 року (у Новій Зеландії) вийшов дебютний альбом Кімбри «Vows». Після релізу співачка отримала багато престижних нагород, зокрема «Найкраща пісня року ARIA AWARDS» за запис «Cameo Lover», «Найкращий виконавець року ARIA AWARDS» та інші. Пісня «Come Into My Head» стала саундтреком до футбольного симулятора «FIFA 13».

## Дискографія
- 2011: Vows
- 2014: The Golden Echo